# Ridderorden in Papoea-Nieuw-Guinea
Papoea-Nieuw-Guinea is in personele unie verbonden met het Verenigd Koninkrijk en het land maakt dan ook gebruik van Britse ridderorden die op voordracht van de premier van Papoea-Nieuw-Guinea worden verleend door, of in naam van, Elizabeth II van het Verenigd Koninkrijk.
Papoea-Nieuw-Guinea heeft in 2005 ook eigen onderscheidingen ingesteld waaronder drie ridderorden:
- De Orde van Logohu (Order of Logohu) 2005
- De Orde van de Ster van Melanesië (Order of the  Star of  Melanesia) 2005
- De Orde van Moed (Order of Valour) 2005

Nu er eigen ridderorden zijn zal de Orde van het Britse Rijk minder vaak worden toegekend maar de premier van Nieuw-Guinea blijft inwoners voordragen voor de Britse orden en, opvallend genoeg, de Medaille van het Britse Rijk. Ook andere onderscheidingen, met name het George Cross, de Koninklijke Orde van Victoria (een huisorde) en de Keizerlijke Orde van Verdienste, kunnen op Papoea-Nieuw-Guinea nog worden toegekend.